# Petelia fasciata
Petelia fasciata är en fjärilsart som beskrevs av Moore 1868. Petelia fasciata ingår i släktet Petelia och familjen mätare. Inga underarter finns listade i Catalogue of Life.